# Bernhard Goetz
Bernhard Goetz, född 7 november 1947 i Queens, New York, är en amerikansk man som öppnade eld mot fyra afroamerikanska ynglingar då de försökte råna honom på ett tunnelbanetåg på Manhattan den 22 december 1984. Goetz sårade samtliga fyra män allvarligt och åtalades för mordförsök, misshandel och vapenbrott. Han dömdes endast för att ha burit ett vapen utan licens. Straffet blev sex månaders fängelse, 200 timmars samhällstjänst och $ 5 000 i böter.
Händelsen och domslutet föranledde en het debatt om ras och brott och självförsvarets straffrättsliga gränser.